# Giovanni Campari
Giovanni Campari (Reggio Emilia, 10 gennaio 1927 – Reggio Emilia, 7 ottobre 2016) è stato un allenatore di calcio e calciatore italiano, di ruolo portiere.

## Carriera
Campari è stato portiere in Serie C e Serie D.
A 35 anni, a causa di un infortunio, intraprende la carriera di allenatore, guidando inizialmente formazioni di Serie D.
Successivamente viene nominato responsabile del settore giovanile della Reggiana, dove rimane per 12 anni frequentando con successo anche il corso per allenatori di I categoria a Coverciano. In quegli anni la squadra "Primavera" rifornisce continuamente di giovani talenti la prima squadra, oltre a tanti calciatori "di categoria" che calcheranno i campi di serie B e C escono alcuni giocatori di valore che raggiungono la serie A come Piergiorgio Negrisolo, Roberto Mozzini, Giorgio Carrera, Claudio Testoni, Francesco Romano, Lorenzo Mossini e Alessandro Bertoni.
In seguito all'esonero di Ezio Galbiati, dalla ventesima giornata di campionato siede sulla panchina della prima squadra, penultima nel campionato di Serie B 1973-1974, giungendo al sedicesimo posto in classifica e conducendo alla salvezza la squadra emiliana.
Nonostante la fedeltà alla maglia granata e il buon risultato non ottiene la riconferma per l'anno successivo, decide così di accettare la chiamata del Ravenna in Serie C; al Ravenna rimane per tre anni, facendo debuttare il diciassettenne Andrea Mandorlini.
Col campionato 1977-78 a Melfi inizia la sua esperienza nel Sud Italia, allenando in Serie D quattro diverse squadre pugliesi: Fasano, Bisceglie, Trani  e Andria. La passione per i giovani talenti non abbandona Campari, che a Fasano scopre Vito Curlo, un diciassettenne dalla tecnica cristallina, istintivo e velocissimo, che butta nella mischia del duro campionato interregionale; d'accordo con la famiglia, Campari porta con sé il ragazzo anche a Bisceglie per completarne la crescita e confezionare quello che a tutti appare un predestinato al successo. Il Bari infatti non si lascia scappare l'occasione e batte la concorrenza sborsando una cifra importante per avere il giovane campione, che dopo un primo campionato come alternativa al goleador Maurizio Iorio ne diviene il sostituto per il campionato di Serie B 1981-1982. Il destino però ha altro in serbo per lo sfortunato Curlo, che appena ventenne muore a poche settimane dall'inizio del campionato in un incidente stradale.
Nel 1989 Campari viene invitato periodicamente a Cuba per tenere dei seminari agli allenatori locali, la collaborazione con la federazione calcio cubana diventa sempre più stretta, finché a fine 1990 riceve l'incarico di Direttore Tecnico di tutte le rappresentative nazionali, succedendo a diversi allenatori ungheresi e cecoslovacchi. Nel 1991 Cuba ospita i giochi panamericani, la squadra di Campari ottiene la medaglia di bronzo dietro Stati Uniti e Messico. Subito dopo Campari guida la rappresentativa Under 21 ai mondiali di calcio giovanili in Italia.
Negli anni seguenti la situazione economica cubana peggiora drasticamente, la federazione è intenzionata a rinunciare alle qualificazioni per i mondiali che si giocheranno in Francia nel 1998 (Cuba ha ottenuto il diritto a partecipare ai mondiali di calcio una sola volta, nel 1938). La FIFA però abbuona ai caraibici le spese di iscrizione in virtù del titolo di "best mover" nel ranking internazionale ottenuto da Cuba, che unendo la scuola europea alle doti atletiche dei suoi giocatori comincia a farsi conoscere nel continente americano. Nelle qualificazioni la squadra è però costretta a giocare sempre in trasferta due partite consecutive, andata e ritorno, poiché Cuba non può permettersi di ospitare sul suo territorio le delegazioni delle squadre straniere. La qualificazione a Francia '98 non arriva e nel 1996 Campari chiude la sua avventura cubana.
Qualche anno dopo Campari parte per il Senegal, dove nuovamente si dedica all'addestramento degli allenatori locali e dove guida la rappresentativa regionale di Thiès, divertendosi ancora una volta a fare il talent-scout.